# Ex-Pajé
Ex-Pajé é um documentário brasileiro de 2018, dirigido por Luiz Bolognesi, que tem como tema a espera, registrando-a em suas mais variadas manifestações.
O filme foi um dos longa-metragens brasileiros selecionados para a 23ª edição do festival brasileiro É Tudo Verdade, realizado nas cidades de São Paulo e no Rio de Janeiro em 2018. Também participou do Festival de Berlim, na Alemanha.